# 102-es busz (Miskolc)
A miskolci 102-es buszjárat egy gyorsjárati autóbusz volt 1976 és 1989 között. Csak június 1. és augusztus 31. napja között közlekedett, munkaszüneti napokon, kedvező időjárás esetén. A járatra azért volt szükség, mert a strandidő esetén olyan sokan kívántak utazni Tapolcára, hogy a cégnek kénytelen volt létrehoznia a 2-es busz túlterheltségének elkerülése végett.

## Megállóhelyei
Búza tér – Széchenyi utca – Tapolcai elágazás – Cementipari Gépjavító – Tapolca Strand – Tapolca
Tapolca – Tapolca Strand – Cementipari Gépjavító – Tapolcai elágazás – Centrum Áruház – Búza tér